# The Bluetones

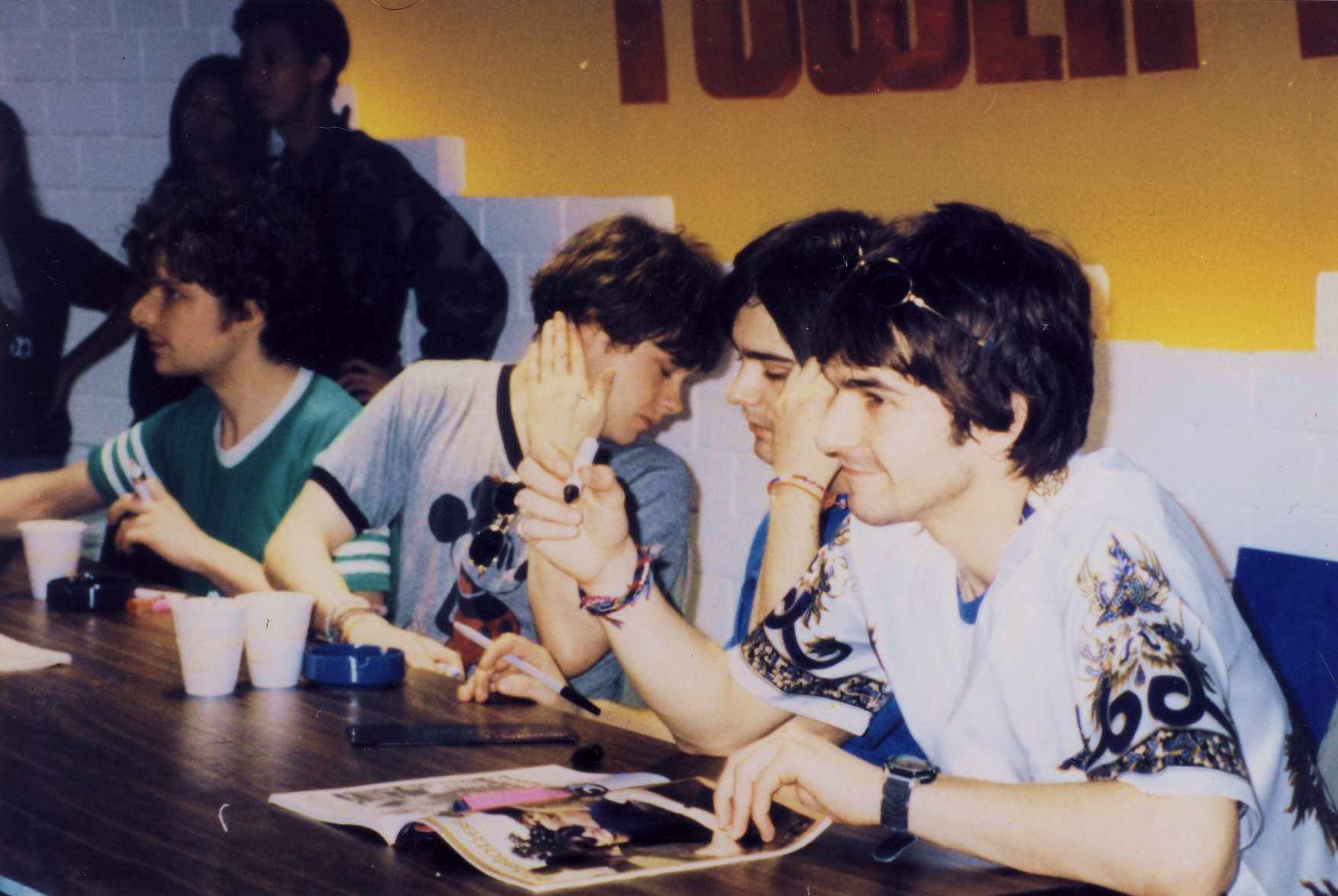
The Bluetones

The Bluetones is een Engelse indierockband uit Hounslow, actief sinds 1993.

## Geschiedenis
De grootste hit van de band, Slight Return, kwam uit in 1995 en werd het jaar erna opnieuw uitgebracht. Omdat de groep platen bleef uitbrengen na de val van de britpopbeweging begin jaren 00, worden ze beschouwd als de overlevenden van de britpop. In de zomer van 2017 gaven ze vier festivalconcerten met collega-bands Dodgy, Space en Sleeper.

## Bandleden
- Mark Morriss: zanger
- Adam Devlin: gitaar
- Scott Morriss: basgitaar
- Eds Chesters: drum

## Discografie

### Studioalbums
- 1996: Expecting to Fly
- 1998: Return To The Last Chance Saloon
- 2000: Science & Nature
- 2003: Luxembourg
- 2006: The Bluetones
- 2010: A New Athens

### Livealbums
- 2007: Once Upon a Time in West Twelve
- 2017: Bluetonic

### Ep's
- 1996: A Bluetones Companion
- 2000: Mudslide
- 2005: Serenity Now (gelimiteerde uitgave)

### Compilaties
- 2000: Are You Blue? (gelimiteerde promotie-cd)
- 2002: The Singles
- 2006: A Rough Outline: The Singles & B-Sides 95 - 03
- 2007: BBC Radio Sessions
- 2007: The Early Garage Years
- 2008: Collection

### Singles
- 1995: Slight Return / The Fountainhead
- 1995: Are You Blue or Are You Blind?
- 1996: Bluetonic
- 1996: Cut Some Rug / Castle Rock
- 1996: Slight Return (heruitgave)
- 1996: Marblehead Johnson
- 1998: Solomon Bites the Worm
- 1998: If...
- 1998: Sleazy Bed Track
- 1998: 4-Day Weekend
- 2000: Keep the Home Fires Burning
- 2000: Autophilia (Or How I Learned to Stop Worrying and Love My Car)
- 2002: After Hours
- 2003: Fast Boy/Liquid Lips
- 2003: Never Going Nowhere
- 2006: My Neighbour's House
- 2006: Head on a Spike
- 2007: Surrendered
- 2010: Carry Me Home
- 2010: Golden Soul

## Muziekvideo's
- 1995: Are You Blue or Are You Blind?
- 1995: Bluetonic
- 1996: Slight Return
- 1996: Cut Some Rug
- 1996: Marblehead Johnson
- 1998: Solomon Bites the Worm
- 1998: If...
- 1998: Sleazy Bed Track
- 1998: 4 Day Weekend
- 2000: Keep the Home Fires Burning
- 2000: Mudslide
- 2000: Autophilia
- 2002: After Hours
- 2003: Fast Boy
- 2003: Never Going Nowhere
- 2006: Head on a Spike
- 2010: Carry Me Home
- 2010: Golden Soul

## Video/dvd publicaties
- 1997: Mondo Concerto
- 2007: Blue Movies
- 2007: Beat about the Bush
- 2009: Expecting to Fly Live